# Dikome-Balue
Dikome-Balue es un municipio del departamento de Ndian de la región del Sudoeste, Camerún. En noviembre de 2005 tenía una población censada de 13 364 habitantes.
Se encuentra ubicado cerca de la frontera con Nigeria y al norte de la ciudad más poblada del país, Duala.